# Comuna Ladîn, Liuboml
Ladîn (în ucraineană Лади́нь) este o comună în raionul Liuboml, regiunea Volînia, Ucraina, formată din satele Ladîn (reședința), Mosîr și Pustînka.

## Demografie
Componența lingvistică a satului Ladîn
     Ucraineană (98,92%)
     Rusă (1,08%)
Conform recensământului din 2001, majoritatea populației satului Ladîn era vorbitoare de ucraineană (98,92%), existând în minoritate și vorbitori de rusă (1,08%).